# Liste der Monuments historiques in Mairy-Mainville
Die Liste der Monuments historiques in Mairy-Mainville führt die Monuments historiques in der französischen Gemeinde Mairy-Mainville auf.

## Liste der Immobilien
| Bezeichnung      | Beschreibung                                                                 | Standort                      | Kennzeichnung | Schutzstatus | Datum | Bild           |
| ---------------- | ---------------------------------------------------------------------------- | ----------------------------- | ------------- | ------------ | ----- | -------------- |
| Kirche St-Martin | ab dem 11. Jahrhundert; am Glockenturm gallorömisches Relief, 3. Jahrhundert | Mairy, rue de l’Église (Lage) | PA00106087    | Classé       | 1990  | weitere Bilder |

## Liste der Objekte
| Bezeichnung                             | Beschreibung                                      | Standort                              | Kennzeichnung | Schutzstatus | Datum | Bild |
| --------------------------------------- | ------------------------------------------------- | ------------------------------------- | ------------- | ------------ | ----- | ---- |
| Skulptur Heiliger Jakobus der Ältere    | Holz, farbig gefasst, Anfang des 17. Jahrhunderts | Mairy, in der Kirche St-Martin (Lage) | PM54000446    | Classé       | 1960  |      |
| Kruzifix                                | Holz, farbig gefasst, Anfang des 17. Jahrhunderts | Mairy, in der Kirche St-Martin (Lage) | PM54000447    | Classé       | 1960  |      |
| Relief Taufe Christi                    | Kalkstein, bemalt, 1756                           | Mairy, in der Kirche St-Martin (Lage) | PM54001652    | Inscrit      | 1996  |      |
| Skulptur Heiliger Martin                | Holz, farbig gefasst, 17. oder 18. Jahrhundert    | Mairy, in der Kirche St-Martin (Lage) | PM54000443    | Classé       | 1964  |      |
| Kreuzigungsretabel                      | Stein, 1506                                       | Mairy, in der Kirche St-Martin (Lage) | PM54000445    | Classé       | 1960  |      |
| Zwei Skulpturen einer Kreuzigungsgruppe | Holz, 17. Jahrhundert                             | Mairy, in der Kirche St-Martin (Lage) | PM54001651    | Inscrit      | 1996  |      |
| Taufbecken                              | Kalkstein, Eichenholz, 16. Jahrhundert            | Mairy, in der Kirche St-Martin (Lage) | PM54001653    | Inscrit      | 1996  |      |
| Skulptur Christ in der Rast             | Kalkstein, Mitte des 16. Jahrhunderts             | Mairy, in der Kirche St-Martin (Lage) | PM54000444    | Classé       | 1960  |      |